# Mason (Name)
Mason ist ein Familienname sowie ein männlicher Vorname. Er bezieht sich auf den Beruf des Steinmetzen. „Mason“ ist in der italienischen, französischen oder englischen Sprache  ein Familienname, der sich auf jemanden bezieht, der Steinmetzarbeiten leistete, oder er leitet sich vom Vornamen „Maso“ ab, der Kurzform des persönlichen Namens etwa „Tommaso“. Von dem Mittelenglischen „masonry“, „masonrie“, in Beziehung zu dem altfranzösischen „maçonerie“. Zu lateinisch maceria ‚Steinwand‘.

## Familienname

### A
- Abigail Mason (* 1989), US-amerikanische Schauspielerin
- Agnes Mason (1849–1941), britische, anglikanische Ordensgründerin
- Alden Mason (Künstler) (1919–2013), US-amerikanischer Künstler
- Alfred Edward Woodley Mason (1865–1948), britischer Schriftsteller
- Alice Trumbull Mason (1904–1971), amerikanische Künstlerin und Schriftstellerin
- Andrew Mason, australischer Filmproduzent und Spezialeffektkünstler
- Anthony Mason (1966–2015), US-amerikanischer Basketballspieler
- Armistead Thomson Mason (1787–1819), US-amerikanischer Politiker

### B
- Barbara Mason (* 1947), US-amerikanische Sängerin
- Barry Mason (1935–2021), britischer Songschreiber
- Benedict Mason (* 1954), britischer Komponist
- Biddy Mason (1818–1891), US-amerikanische Sozialreformerin
- Bill Mason (1929–1988), kanadischer Naturschützer, Schriftsteller und Filmemacher
- Bobbie Ann Mason (Schriftstellerin) (* 1940), US-amerikanische Schriftstellerin und Kritikerin
- Bobby Mason (* 1936), englischer Fußballspieler
- Brian Harold Mason (1917–2009), neuseeländischer Geowissenschaftler
- Bryan Mason, australischer Filmeditor und Kameramann

### C
- Cameron Mason (* 2000), britischer Radrennfahrer
- Charles Mason (Astronom) (1728–1786), britischer Astronom
- Charles Mason (Vizegouverneur), US-amerikanischer Vizegouverneur
- Charles Mason (Ruderer) (Charles Ellis Mason, Jr.; 1908–1999), US-amerikanischer Ruderer
- Charles Mason (Fotograf), US-amerikanischer Fotograf und Hochschullehrer
- Charles Norman Mason (* 1955), US-amerikanischer Komponist und Musikpädagoge
- Charlotte Mason (Philosophin) (1842–1923), britische Erziehungs- und Bildungsphilosophin
- Charlotte Mason (Philanthropin) (1854–1946), US-amerikanische Philanthropin und Mäzenin
- Chris Mason (Dartspieler) (Christopher John Mason; * 1969), englischer Dartspieler
- Chris Mason (Eishockeyspieler) (Christopher Robert Mason; * 1976), kanadischer Eishockeytorwart
- Chris Mason (Schauspieler) (* 1991), britischer Schauspieler
- Christopher Mason (Musiker) (Christopher Kendall Mason; 1950–2012), US-amerikanischer Saxophonist, Flötist, Songwriter und Bandleader
- Christopher E. Mason, US-amerikanischer Genetiker
- Christine Larson-Mason (* 1956), US-amerikanische Hockeyspielerin
- Connie Mason (* 1937), US-amerikanische Schauspielerin

### D
- Daniel Mason (* 1976), US-amerikanischer Schriftsteller und Psychiater
- Daniel Gregory Mason (1873–1953), US-amerikanischer Komponist
- Danielle Mason (* 1983), neuseeländische Schauspielerin
- Dean Mason (Dean Willford Junior Mason, * 1989), englisch-montserratischer Fußballspieler
- Dave Mason (* 1946), britischer Musiker
- David Marshall Mason (1865–1945), britischer Politiker
- Dennis Mason (1916–1996), britischer Vizeadmiral
- Desmond Mason (* 1977), US-amerikanischer Basketballspieler
- Donald Mason, US-amerikanischer Basketballspieler
- Doug Mason (* 1955), niederländisch-kanadischer Eishockeyspieler und -trainer
- Douglas R. Mason (1918–2013), britischer Science-Fiction-Autor

### E
- Edward J. Mason (1912–1971), britischer Drehbuchautor
- Edward Haven Mason (1849–1917), britischer Philatelist
- Edward Sagendorph Mason (1899–1992), US-amerikanischer Ökonom
- Emma Mason (* 1986), schottische Badmintonspielerin
- Emily Mason (1932–2019), US-amerikanische Malerin

### F
- Fernando Mason (* 1945), italienischer Geistlicher, Bischof von Piracicaba
- Francis Mason (1799–1874), US-amerikanischer Missionar und Naturalist
- Frank Mason, ein Pseudonym von Francesco De Masi (1930–2005), italienischer Filmkomponist
- Frank Mason, ein Pseudonym von Algis Budrys (1931–2008), US-amerikanischer Schriftsteller
- Frank Mason III (* 1994), US-amerikanischer Basketballspieler

### G
- Gary Mason (1962–2011), britischer Boxer
- Geoffrey Mason (1902–1987), US-amerikanischer Bobfahrer
- George Mason (1725–1792), US-amerikanischer Großgrundbesitzer und Politiker
- George Walter Mason (1891–1954), US-amerikanischer Industrieller
- Gerald Mason (1877–1951), britischer Lacrossespieler
- Gerald Fit Mason (1934–2017), US-amerikanischer Straftäter
- Germaine Mason (1983–2017), jamaikanisch-britischer Leichtathlet
- Guillermo Suárez Mason (1924–2005), argentinischer General

### H
- Harvey Mason (* 1947), US-amerikanischer Schlagzeuger
- Harry C. Mason (1867–1901), US-amerikanischer Politiker (Ohio)
- Harry H. Mason (1873–1946), US-amerikanischer Politiker (Illinois)
- Henry Mason (Trompeter), US-amerikanischer Trompeter, Kornettist und Arrangeur
- Henry Mason (Posaunist), US-amerikanischer Posaunist
- Henry Mason (Regisseur) (* 1974), englischer Regisseur, Schauspieler und Autor
- Hilary Mason (Schauspielerin) (1917–2006), britische Schauspielerin
- Hilary Mason (Informatikerin) (* 20. Jahrhundert), US-amerikanische Informatikerin

### I
- Ian J. Mason, australischer Vogelkundler
- Isata Kanneh-Mason (* 1996), britische Pianistin

### J
- J. Alden Mason (1885–1967), US-amerikanischer Archäologe, Anthropologe und Linguist
- J. Kenyon Mason (1919–2017), britischer Rechtsmediziner
- Jackie Mason (1936–2021), US-amerikanischer Schauspieler, Comedian und Rabbiner
- Jah Mason, jamaikanischer Reggae-Musiker
- James Mason (Schachspieler) (1849–1905), irisch-US-amerikanischer Schachspieler
- James Mason (1909–1984), britischer Schauspieler
- James Mason (Hockeyspieler) (* 1947), australischer Hockeyspieler
- James Mason (Rechtsextremist) (* 1952), US-amerikanischer Rechtsextremist
- James Wood-Mason (1846–1893), britischer Zoologe
- James Brown Mason (1775–1819), US-amerikanischer Politiker
- James Duke Mason (* 1992), US-amerikanischer Schauspieler und LGBT-Aktivist
- James Murray Mason (1798–1871), US-amerikanischer Politiker
- James Scott Mason (1853–1912), britischer Kolonialgouverneur von Nord-Borneo
- Jeanine Mason (* 1991), US-amerikanische Schauspielerin und Tänzerin
- Jeremiah Mason (1768–1848), US-amerikanischer Politiker
- Jim Mason (1871–1951), englischer Fußballspieler und -schiedsrichter
- Joe Mason (Fußballspieler, 1940) (* 1940), schottischer Fußballspieler
- Joe Mason (Fußballspieler, 1991) (* 1991), englischer Fußballspieler
- Joel Mason (1912–1995), US-amerikanischer American-Football-Spieler und Basketballtrainer
- John Mason (Diplomat) (1503–1566), englischer Diplomat, Spion und Politiker
- John Mason (Gouverneur) (1586–1635), englischer Seemann und Kolonist
- John Mason (Connecticut) (um 1600–1672), englischer Offizier und Kolonist
- John Mason (Geistlicher) (um 1646–1694), englischer Geistlicher und Kirchenlieddichter
- John Mason (Kapitän), englischer Kapitän
- John Mason (Schachspieler) (1880–1975), neuseeländischer Schachspieler
- John Mason (Meteorologe) (1923–2015), britischer Meteorologe
- John Mason (Produzent), US-amerikanischer Filmproduzent und Drehbuchautor
- John Mason (Politiker) (* 1957), schottischer Politiker
- John Mason (Leichtathlet) (* 1987), kanadischer Leichtathlet
- John Alden Mason (1885–1967), US-amerikanischer Archäologe, Anthropologe und Linguist, siehe J. Alden Mason
- John Calvin Mason (1802–1865), US-amerikanischer Politiker
- John Kenyon French Mason (1919–2017), britischer Pathologe, Rechtsmediziner und Hochschullehrer
- John Mitchell Mason (1770–1829), US-amerikanischer Geistlicher und Pädagoge
- John Thomson Mason (Politiker, 1765) (1765–1824), US-amerikanischer Jurist und Politiker
- John Thomson Mason (Politiker, 1787) (1787–1850), US-amerikanischer Politiker
- John Thomson Mason, Jr. (1815–1873), US-amerikanischer Politiker
- John Y. Mason (1799–1859), US-amerikanischer Politiker
- Jonathan Mason (1756–1831), US-amerikanischer Politiker
- Jordan Mason (* 1999), US-amerikanischer American-Football-Spieler
- Joseph Mason (Siedler), US-amerikanischer Siedler von Colorado
- Joseph Mason (Politiker, 1828) (1828–1914), US-amerikanischer Jurist und Politiker
- Joseph Mason (Politiker, 1839) (1839–1890), kanadischer Politiker
- Jumarcus Mason, US-amerikanischer Schauspieler

### L
- Laurence Mason, US-amerikanischer Schauspieler
- Lee Mason (* 1971), englischer Fußballschiedsrichter
- Lowell Mason (1792–1872), US-amerikanischer Komponist und Musikpädagoge
- Luther Whiting Mason (1818–1896), US-amerikanischer Musikpädagoge

### M
- Madelon Mason (1921–2011), US-amerikanisches Model
- Makai Mason (* 1995), deutsch-US-amerikanischer Basketballspieler
- Marilyn Mason (1925–2019), US-amerikanische Organistin und Musikpädagogin
- Marlyn Mason (* 1940), US-amerikanische Schauspielerin
- Marsha Mason (* 1942), US-amerikanische Schauspielerin
- Max Mason (1877–1961), US-amerikanischer Mathematiker und Physiker
- Mercedes Mason (* 1982), schwedisch-US-amerikanische Schauspielerin
- Michael Mason (Aktivist) (Michael Aidan Mason; 1947–2015), britischer LGBT-Aktivist
- Michael Mason (Produzent) (1924–2014), britischer Hörfunkproduzent
- Michael Mason (Fußballspieler) (* 1971), US-amerikanischer Fußballspieler und -trainer
- Michael Mason (Cricketspieler) (* 1974), neuseeländischer Cricketspieler
- Michael Mason (Schwimmer) (* 1974), kanadischer Schwimmer
- Michael Mason (Leichtathlet, 1986) (* 1986), kanadischer Hochspringer
- Michael Mason (Leichtathlet, 1987) (* 1987), jamaikanischer Sprinter
- Morris Odell Mason (1954–1985), US-amerikanischer Mörder
- Moses Mason (1789–1866), US-amerikanischer Politiker

### N
- Nelson Mason (* 1987), kanadischer Automobilrennfahrer
- Newton Henry Mason (1918–1942), amerikanischer Soldat
- Nick Mason (* 1944), britischer Musiker
- Nicky Mason, englischer Tischtennisspieler
- Noah M. Mason (1882–1965), US-amerikanischer Politiker
- Noel Mason-MacFarlane (1889–1953), britischer Offizier und Verwaltungsbeamter
- Norman Mason (1895-), US-amerikanischer Jazzmusiker

### O
- Otis Tufton Mason (1838–1908), US-amerikanischer Ethnologe

### P
- Pablo Mason (eigentlich Paul Mason), britischer Luftwaffenpilot und Autor
- Paul Mason (Historiker) (1898–1985), US-amerikanischer Historiker und Politiker
- Paul Mason (Diplomat) (1904–1978), britischer Diplomat
- Paul Mason (Meteorologe) (* 1946), britischer Meteorologe und Hochschullehrer
- Paul Mason (Bildhauer) (1952–2006), britischer Bildhauer
- Paul Mason (Journalist) (* 1960), britischer Journalist, Moderator, Pädagoge und Hochschullehrer
- Paul Mason (Produzent), US-amerikanischer Filmproduzent und Drehbuchautor
- Paul Mason (Kanute) (* 1961), kanadischer Kanute und Cartoonist
- Paul Mason (Bischof) (* 1962), britischer Geistlicher, Militärbischof von Großbritannien
- Paul Mason (Fußballspieler) (Paul David Mason; * 1963), britischer Fußballspieler
- Paul Jonathan Mason (* 1960/1961), britischer schwerer Mann
- Paul Nicholas Mason (* 1958), britisch-kanadischer Schriftsteller, Dramatiker und Schauspieler
- Phil Mason (Musiker) (1940–2014), britischer Trompeter und Veranstalter
- Phil Mason (Chemiker) (Philip E. Mason; * 1972), britischer Chemiker und Video-Blogger
- Philip Mason (1906–1999), britischer Beamter und Autor

### R
- R. A. K. Mason (1905–1971), neuseeländischer Autor und Gewerkschafter
- Raymond Mason (1922–2010), britischer Bildhauer
- Rex Mason (1885–1975), neuseeländischer Politiker
- Richard Mason (1919–1997), britischer Schriftsteller
- Richard Barnes Mason (1797–1850), US-amerikanischer Offizier
- Robert Mason (Politiker, 1579) (1579–1635), britischer Parlamentarier
- Robert Mason (Politiker, 1857) (1857–1927), britischer Parlamentarier
- Robert C. Mason (* 1942), US-amerikanischer Autor
- Robert Henry „Bobby“ Mason (* 1936), englischer Fußballspieler, siehe Bobby Mason
- Rod Mason (1940–2017), britischer Jazzmusiker
- Roger Mason (* 1980), US-amerikanischer Basketballspieler
- Roswell B. Mason (1805–1892), US-amerikanischer Politiker
- Roy Mason (1924–2015), britischer Politiker (Labour Party)
- Roy Mason (Architekt) (1938–1996), US-amerikanischer Architekt und Dozent
- Ruth Mason (1913–1990), neuseeländische Botanikerin
- Ryan Mason (* 1991), englischer Fußballspieler

### S
- Samson Mason (1793–1869), US-amerikanischer Politiker
- Samuel Jefferson Mason (1921–1974), US-amerikanischer Elektroingenieur
- Sandra Mason (* 1949), barbadische Juristin und Politikerin
- Sandy Mason († 2015), US-amerikanische Sängerin und Songwriterin
- Sarah Y. Mason (1896–1980), US-amerikanische Drehbuchautorin
- Shaq Mason (* 1993), US-amerikanischer American-Football-Spieler
- Sheku Kanneh-Mason (* 1999), britischer Cellist
- Sean Mason (* 1998), US-amerikanischer Jazzmusiker
- Shirley Mason (geb. Leonie Flugrath; 1900–1979), US-amerikanische Schauspielerin
- Simon Mason (Autor) (* 1962), britischer Schriftsteller
- Simon Mason (Hockeyspieler) (* 1973), englischer Hockeyspieler
- Stephen Mason (1923–2007), britischer Chemiker und Wissenschaftshistoriker
- Steven Neil Mason, (* 1957), kanadischer Religionswissenschaftler, Judaist, Althistoriker, Hochschullehrer
- Steve Mason (Kameramann) (* 1954), australischer Kameramann
- Steve Mason (DJ) (* 1961), britischer DJ
- Steve Mason (Eishockeyspieler, Januar 1988) (* 1988), niederländischer Eishockeyspieler
- Steve Mason (Eishockeyspieler, Mai 1988) (* 1988), kanadischer Eishockeytorwart
- Stevens Mason (1811–1843), US-amerikanischer Politiker
- Stevens Thomson Mason (1760–1803), US-amerikanischer Politiker

### T
- Timothy Mason (1940–1990), britischer Historiker
- Tommy Mason (Footballspieler) (Thomas Cyril Mason; 1939–2015), US-amerikanischer Footballspieler
- Tommy Mason (Fußballspieler, 1953) (Thomas Herbert Andrew Mason; * 1953), englischer Fußballspieler
- Tommy Mason (Fußballspieler, 1960) (Thomas Joseph Robert Mason; * 1960), englisch-neuseeländischer Fußballspieler

### V
- Vanessa Mason (* 1976), deutsch-US-amerikanische Sängerin und Tänzerin

### W
- Wesley Mason (* 1941), britischer Radrennfahrer
- William Mason (Dichter) (1724–1797), englischer Dichter, Herausgeber und Gärtner
- William Mason (Politiker) (1786–1860), US-amerikanischer Politiker
- William Mason (Architekt) (1810–1897), britisch-neuseeländischer Architekt
- William Mason (Komponist) (1829–1908), US-amerikanischer Pianist, Komponist und Musikpädagoge
- William Mason (Opernmanager), US-amerikanischer Opernmanager
- William Mason (Sänger) (* 1947), britisch-österreichischer Opernsänger
- William Mason (Ruderer) (* 1950), britischer Ruderer
- William E. Mason (1850–1921), US-amerikanischer Politiker
- William S. Mason (1832–1899), US-amerikanischer Politiker

## Vorname
- Mason Adams (1919–2005), US-amerikanischer Schauspieler
- Mason Brayman (1813–1895), US-amerikanischer Politiker
- Mason Vale Cotton (* 2002), US-amerikanischer Schauspieler
- Mason Cook Darling (1801–1866), US-amerikanischer Politiker
- Mason Dye (* 1994), US-amerikanischer Schauspieler
- Mason Ewing (* 1982), französisch-, kamerunisch-, US-amerikanischer Filmproduzent
- Mason Finley (* 1990), US-amerikanischer Diskuswerfer
- Mason Gaffney (1923–2020), US-amerikanischer Ökonom
- Mason Gamble (* 1986), US-amerikanischer Schauspieler
- Mason Gooding (* 1996), US-amerikanischer Schauspieler
- Mason Hammond (1903–2002), US-amerikanischer Klassischer Philologe und Historiker
- Mason Jennings (* 1975), US-amerikanischer Singer-Songwriter
- Mason Lee (* 1990), US-amerikanischer Schauspieler
- Mason Mount (* 1999), englischer Fußballspieler
- Mason Musso (* 1989), US-amerikanischer Gitarrist, Sänger und Songwriter
- Mason Novick (* 1974), US-amerikanischer Filmproduzent
- Mason S. Peters (1844–1914), US-amerikanischer Politiker
- Mason Plumlee (* 1990), US-amerikanischer Basketballspieler
- Mason Raymond (* 1985), kanadischer Eishockeyspieler
- Mason Rudolph (* 1995), US-amerikanischer American-Football-Spieler
- Mason Ryan (* 1982), walisischer Wrestler
- Mason Williams (* 1938), US-amerikanischer Gitarrist und Komponist

## Pseudonyme
- Mason (DJ) (* 1980), niederländischer House-DJ und Produzent
- Mason (Regisseurin), eine US-amerikanische Pornofilmregisseurin

## Fiktive Personen
- Perry Mason, Strafverteidiger in Romanen von Erle Stanley Gardner
- Alex Mason, Protagonist in Call of Duty: Black Ops
- David Mason, Protagonisten in Call of Duty: Black Ops II